# Рудов синдром
Рудов синдром (РС) је редак аутозомно рецесивни наследни поремећај који карактерише урођена ихтиоза, епилепсија, патуљасти раст, сексуални инфантилизам, полинеуритис,  макроцитна анемија и ретко пигментни ретинитис. Током 1927. године, пријављено је око 55 случајева на глобалном нивоу.[ 3 ]  

## Етимологија
РС је назван по данском лекару Еинару Руду који је болест описао код два пацијента са истим променама и током болести, и то 1927. године код  22-годишњег  данца који је имао ихтиозу, хипогонадизам, низак раст, епилепсију, анемију и полинеуритис, и 1929. године код 29-годишње жене са ихтиозом, хипогонадизмом, делимичним гигантизмом и шећерном болешћу.
Како су сви касније пријављени случајеви овог ретког аутозомно рецесивног наследног  поремећаја  били генетски хетерогени и значајно су се разликовали од оригиналних извештаја о Рудовим случајевима, сматра се  да би можда требало елиминисати назив Рудов синдром за пацијенте са таквом дијагнозом и да ову болест треба сврстати у друге синдроме, као што су Рефсумова болест и Шегрен-Ларсонов синдром. Док неки други истраживачи сматрају да су Рудов синдром и Шегрен-Ларсонов синдром исти ентитет а да Рудов синдром заправо не постоји као посебан ентитет.

## Етиопатогенеза
Образац наслеђивања и природа примарног генетског дефекта код Рудовог синдрома није у потпуности позната, иако су као етиолошку узроци предложени:
- аутозомно рецесивно наслеђивање везано за X хромозом
- брисање гена стерил сулфатазом које доводи до недостатка тог ензима (што се сматра основним поремећајем).

Рудов синдром се у прошлости сматрао генетски хетерогеним поремећајем, али и посебном клиничком целином. Хетерогеност овог поремећаја сугеришу разлике у клиничким карактеристикама, хистолошким и ендокринолошким налазима, активности стероид сулфатазе и начинима наслеђивања. Међутим, постојање таквог синдрома је у последње време доведено у сумњу на основу нових достигнућа познатих у медицини као молекуларне биологија ихтиозе.

## Клиничка слика
У клиничкој слици РС доминира неколико абнормалности које укључују:
- дерматолошке, које на кожи варирају од једноставне сувоће до тешке ихтиозе.

- неуролошке, у које спадају  ментална ретардација, епилепсија, психомоторна ретардација, поремећаји личности, полинеуропатија, кранијални дисморфизми и абнормални електроенцефалограми, нервне глувоће

- ендокринолошке,
- офталмолошке, у виду промена на  оку као што су катаракта, птоза, нистагмус, страбизам, пигментоза ретинитиса.
- мишићно-скелетне симптоме.

Од осталих симптома јавља се абнормалности зуба, алопеције, псеудоакантоза нигриканс и сексуални инфантилизам који се може дијагностиковати тек након пубертета.

## Дијагноза
Молекуларна анализа Рудовог синдрома је неопходна за пренаталну дијагностику и правилно генетско саветовање. 

## Терапија
Лечење Рудовог синдрома обухвата мултидисциплинарни приступ укључујући дерматолошке, ендокринолошке, офталмолошке, слушне и гинеколошке специјалности у зависности од манифестација болести. 
Дерматолошки третман укључују локалну примену:  као што су емолијенси за ихтиозу као што су меки парафин, кератолитици, локални ретиноиди и аналози витамина Д3.
Ендокринолошке и гинеколошк терапија обухвата збрињавање инфантилних полних органа и одложене менструације.

## Спољашање везе
|  | Молимо Вас, обратите пажњу на важно упозорење у вези са темама из области медицине (здравља). |